# 大佩爾國家公園

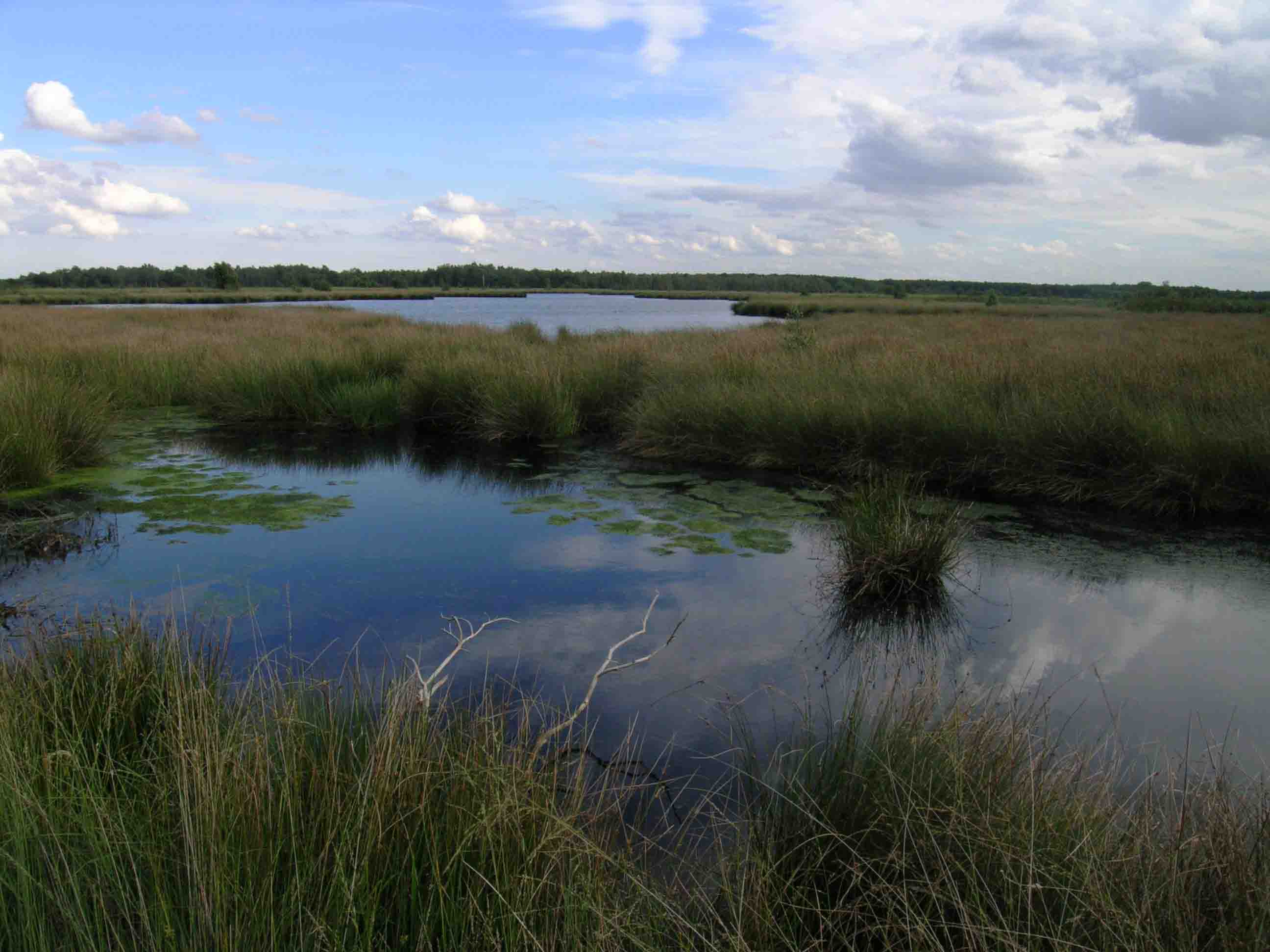

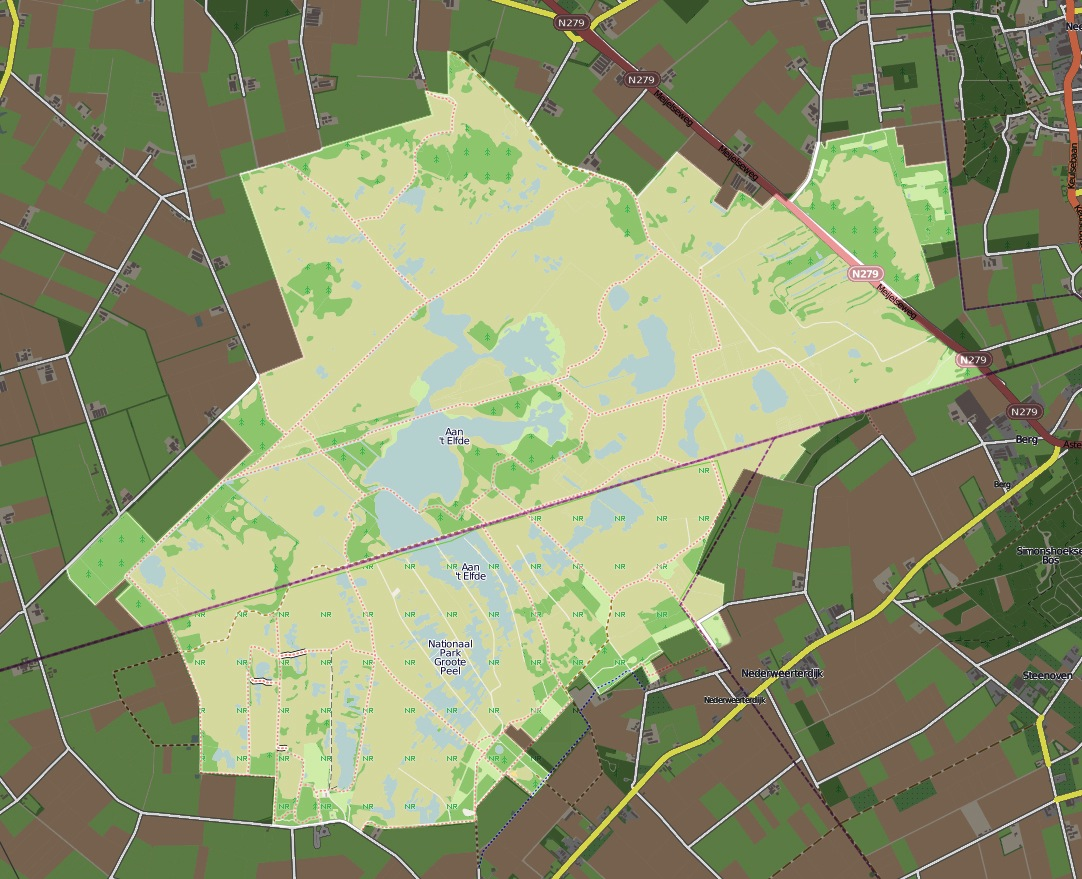

51°21′N 5°49′E / 51.350°N 5.817°E
大佩爾國家公園（荷蘭語：Nationaal Park De Groote Peel）是荷蘭的國家公園，位於該國東南部，橫跨北布拉班特省和林堡省，成立於1993年，面積13.4平方公里，是西歐最多鳥類聚居地區之一。